# Molorchus minor
Molorchus minor là một loài bọ cánh cứng trong họ Cerambycidae.

## Hình ảnh

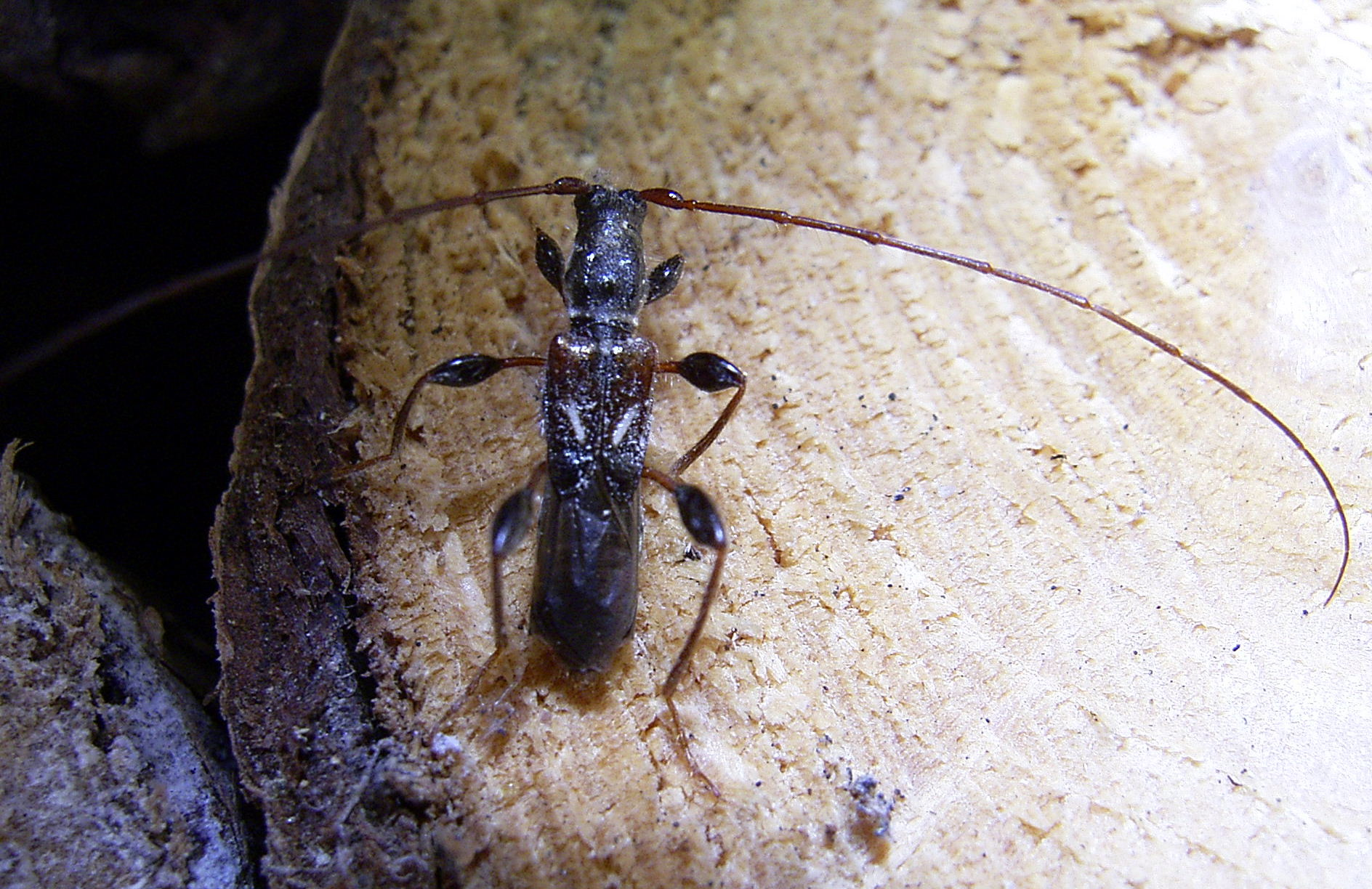
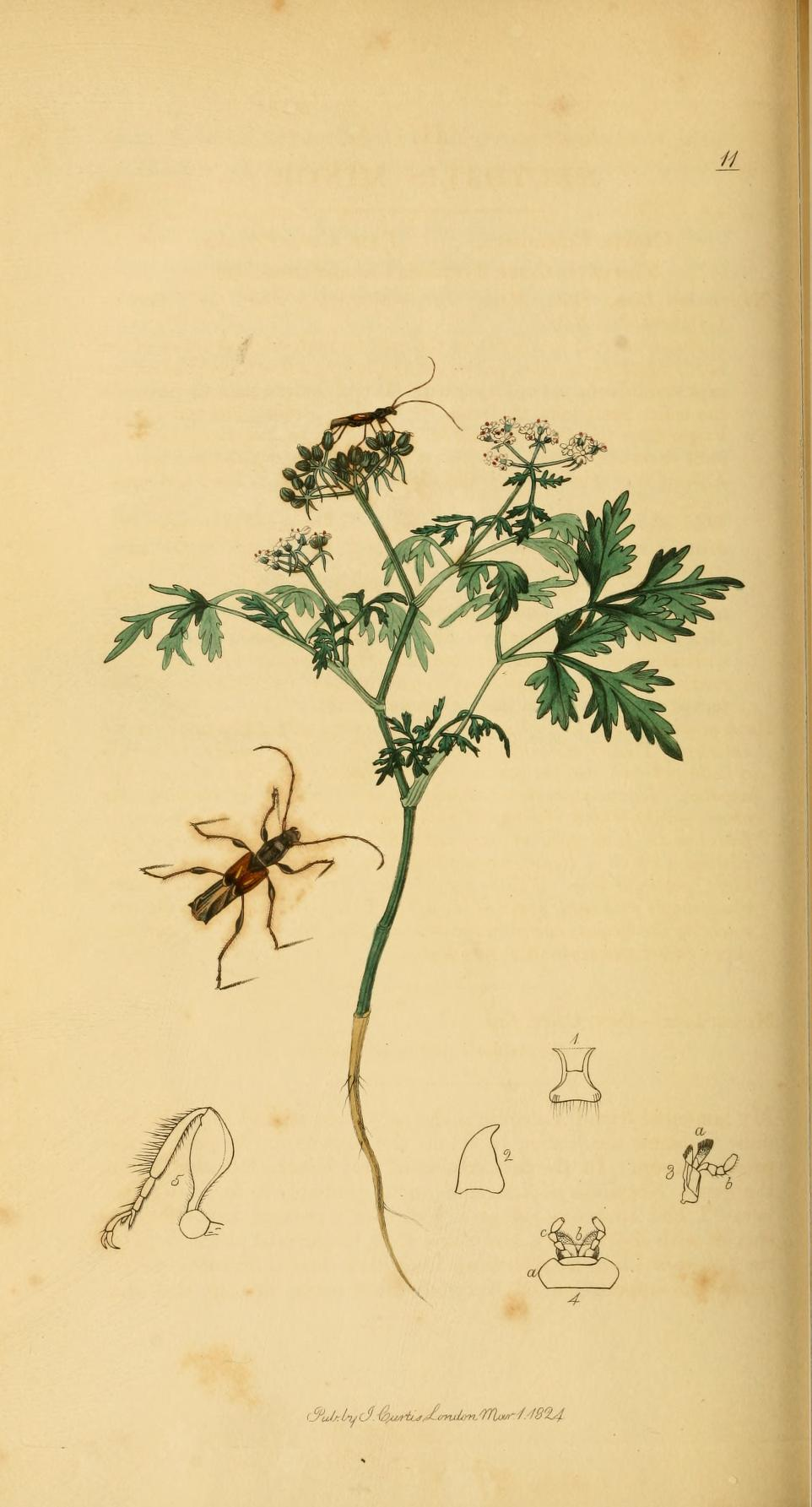
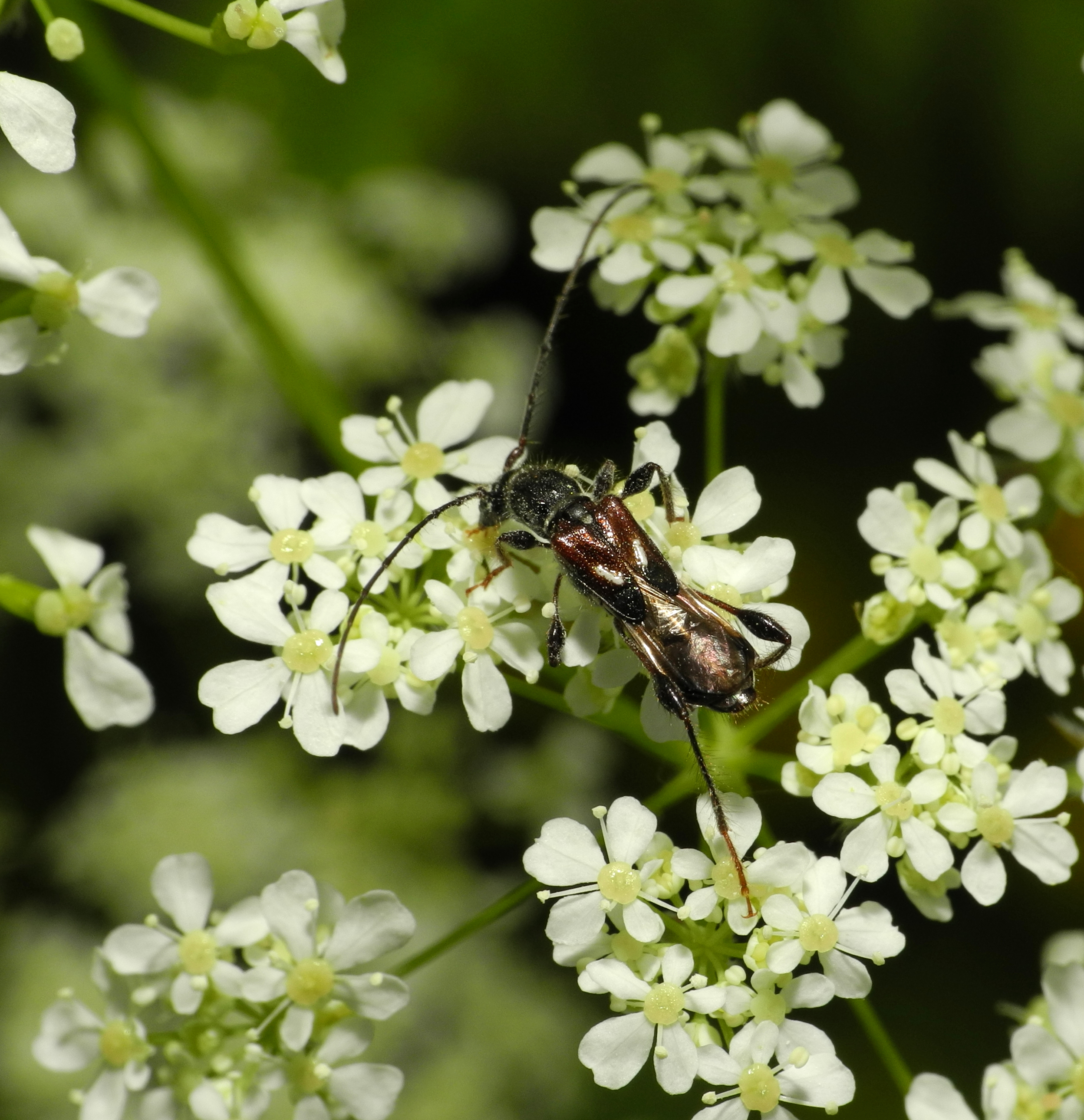
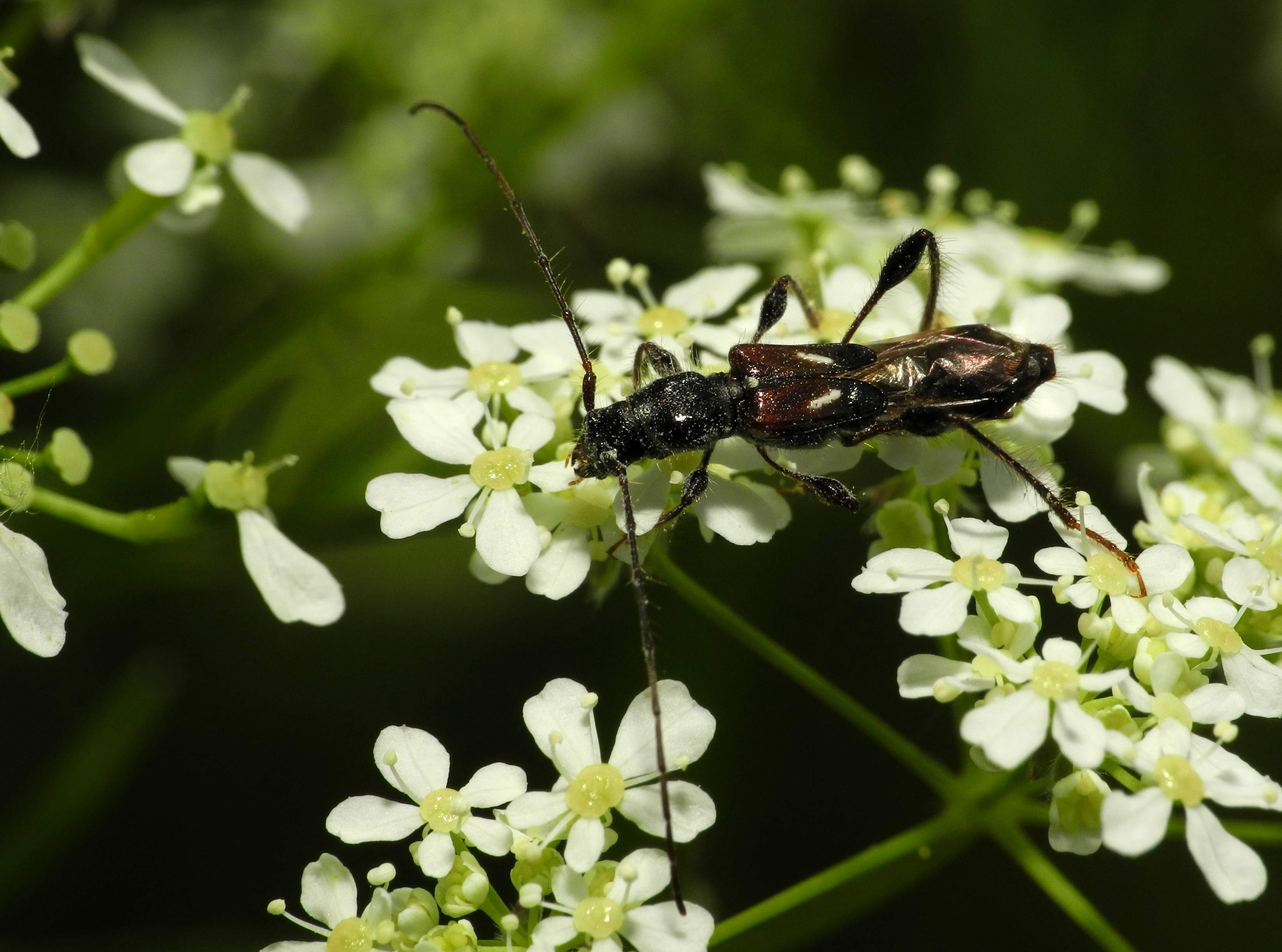